# Lucifer-Gnosis
Lucifer-Gnosis – wydawane przez Rudolfa Steinera, twórcę antropozofii, pismo teozoficzne. Ukazywało się między 1904 a 1908 rokiem. Zawierało już pierwsze zapowiedzi myśli antropozoficznej. Zawierało artykuły na temat m.in. jogi i medytacji. Lucyfer w nazwie było rozumiany jako symbol wiedzy i światłości.